# Filmförderungsanstalt
Die Filmförderungsanstalt (FFA) ist eine Bundesanstalt des öffentlichen Rechts. Sie ist die nationale Filmförderung Deutschlands und unterstützt sämtliche Belange des deutschen Films. Neben ihrer Aufgabe als Förderinstanz ist die Organisation zentraler Dienstleister für die deutsche Filmwirtschaft. Unter dem Aspekt der Wirtschaftlichkeit und Kultur fördert die FFA Kinofilme in allen Phasen des Entstehens und der Verwertung: von der Drehbuchentwicklung über die Produktion bis hin zu Verleih, Vertrieb und Video. Weitere Mittel werden für die Förderung von Kinos, die Erhaltung des filmischen Erbes, für die Wahrnehmung und Verbreitung des deutschen Films im Ausland und für die Vermittlung von Filmbildung verwendet. Zudem hat die FFA den Auftrag, die Zusammenarbeit zwischen der Filmwirtschaft und den Fernsehsendern zur Stärkung des deutschen Kinofilms zu unterstützen. Weiterhin erfasst, analysiert und veröffentlicht die FFA regelmäßig die wichtigsten Marktdaten der Film-, Kino- und Videowirtschaft in Deutschland.
Rechtsgrundlage ist das Filmförderungsgesetz.

## Finanzierung
Die Bundesanstalt erhebt von Kinobetreibern, der Videowirtschaft, den Fernsehveranstaltern sowie den Programmvermarktern die sogenannte Filmabgabe. Diese finanziert sämtliche Fördermaßnahmen der FFA.
Die Höhe der Filmabgabe für Kinobetreiber richtet sich nach dem jährlichen Nettokartenumsatz. Sie beträgt für jeden Kinosaal, der pro Jahr mehr als 75.000 Euro Umsatz macht, zwischen 1,8 und 3 % des Jahresumsatzes und bei Videoprogrammanbietern (auch Video on Demand) zwischen 1,8 % und 2,3 % des Jahresnettoumsatzes. Die öffentlich-rechtlichen Fernsehveranstalter zahlen 2,5 % der Ausgaben für im Vorjahr gezeigte Filme. Für private Fernsehveranstalter beträgt die Filmabgabe zwischen 0,15 und 0,95 Prozent und richtet sich nach dem Anteil von Kinofilmen an der Gesamtsendezeit.
Im Jahr 2018 verfügte die FFA so über ein Budget von 78,7 Mio. Euro.
Bis zum Inkrafttreten des Sechsten Änderungsgesetz zum Filmförderungsgesetz wurden zwischen Fernsehveranstaltern und der FFA sog. Film-Fernseh-Abkommen geschlossen. Die seit 1974 für einen Zeitraum von meistens fünf Jahren abgeschlossenen Verträge legten die Summen fest, die die Fernsehanstalten zur Verfügung stellten. Im Jahr 2013 waren dies von den öffentlich-rechtlichen Sendern ARD und ZDF 8,04 Millionen und von den privaten Sendern knapp 4 Millionen Euro. Mit diesem Geld sollen Filme gefördert werden, die sowohl für das Kinoabspiel als auch für die Fernsehausstrahlung geeignet sind.
ARD und ZDF stellten 11 Mio. Euro pro Jahr für die Projektfilmförderung, über deren Verwendung die Vergabekommission der FFA entscheidet, und 4,6 Mio. Euro pro Jahr unmittelbar für Koproduktionen zur Verfügung. In diesem Fall wurden die konkreten Produktionsvorhaben zwischen der jeweiligen Fernsehanstalt und dem Produzenten ausgehandelt. Dabei sind sie in ihrer Entscheidung frei, an welchen Gemeinschaftsproduktionen sie sich beteiligen. Einzelheiten der Vertragsgestaltung werden im FFG oder im Film-Fernseh-Abkommen nicht festgelegt. Jedoch sicherten sich die Fernsehanstalten im Allgemeinen die Rechte für die TV-Ausstrahlung (vgl. 8. Film-Fernsehabkommen zwischen ARD, ZDF und FFA).

## Förderung
Die FFA fördert die Herstellung von Kinofilmen aller Genres. Die Förderung wird auf zwei unterschiedliche Förderarten gewährt: im Rahmen von selektiver projektbezogener Förderung (Projektfilmförderung) und von automatischer erfolgsabhängiger Förderung (Referenzfilmförderung). Projektfilmförderung erhält ein Produzent mit einem Firmensitz in der Bundesrepublik Deutschland, wenn er die Vergabekommission mit seinem Drehbuch, und Herstellungs- und Vermarktungskonzept überzeugen kann. Referenzfilmförderung ist eine nachträgliche Förderung für Besucher-, Filmpreis- und Festivalerfolge.

### Projektfilmförderung
Produzenten können für ihre Projekte bis zu einer Million Euro Förderung beantragen. Diese wird als bedingt rückzahlbares Darlehen vergeben. Dem Antrag sind u. a. das deutsche Drehbuch, Stab- und Besetzungsliste, Drehplan, Nachweis der erworbenen Rechte, Finanzierung und Kalkulation sowie der Nachweis einer Verleihzusage beizufügen. Diese Unterlagen sollten das Kinoprojekt wie auch dessen Umsetzung und Auswertung umfassend darstellen. Kinderfilmprojekte, die auf einem originären Filmstoff basieren, werden von der Kommission verstärkt gefördert.
Unter Vorsitz des FFA-Vorstandes beurteilen die 13 Mitglieder der FFA-Vergabekommission die zu erwartende Qualität und Wirtschaftlichkeit der geplanten Kinoprojekte und entscheiden über die Vergabe der Fördermittel. Im Durchschnitt erhält die FFA jährlich 130 Anträge auf Projektfilmförderung. Über ein Drittel der in den letzten Jahren von der FFA projektgeförderten Filme waren internationale Koproduktionen. Die Vergabekommission entscheidet in der Regel fünfmal im Jahr.

### Referenzfilmförderung
Die FFA fördert Produzenten von erfolgreichen deutschen Kinofilmen über eine nachträgliche Förderung – die Referenzfilmförderung. Als Gradmesser bei der Vergabe der Förderungen dient ein Punktesystem. Bei dieser Förderung handelt es sich um Zuschüsse, die nicht zurückgezahlt, aber zur Herstellung bzw. Herausbringung neuer Produktionen eingesetzt werden müssen.
Die Referenzpunktzahl des Filmes berechnet sich aus den verkauften Kinokarten im Inland und dem Erfolg bei national und international bedeutsamen Filmfestivals und Filmpreisen.
Die Referenzmittel sollen vorrangig für ein neues Filmprojekt verwendet werden. Der Produzent kann die Förderung aber auch für die Entwicklung von neuen Filmprojekten oder für die Erhöhung des Stammkapitals einsetzen. Die Mittel müssen innerhalb von zwei Jahren nach der Zuerkennung abgefordert werden. Die Höhe der Förderung je Referenzpunkt steht in Abhängigkeit zu der Anzahl der teilnehmenden Filme und des jährlich zur Verfügung stehenden Budgets. Im Jahr 2014 betrug der Referenzpunktwert 0,36 Cent. FFA-Referenzfilmförderung wird auf Antrag des Produzenten einmal jährlich, spätestens Ende März, zuerkannt.

### Sonstige Förderungen
Weitere Förderungsinstrumente der FFA sind u. a.:
- Förderung nach dem Deutsch-Französischen Abkommen
- Kurzfilmförderung
- Drehbuchförderung
- Verleihförderung (Verleihvorkosten)
- Kinoförderung
- Videoförderung
- Sonstige Förderungen, darunter das Förderprogramm Filmerbe für die Digitalisierung des deutschen Filmerbes, Filmedukation (Vision Kino gGmbH), Maßnahmen für die Marktforschung und die Bekämpfung von Raubkopien.

Zudem verfügt die FFA exklusiv über aktuelle und relevante Marktdaten der Kino- und Videowirtschaft in Deutschland, die sie regelmäßig und kostenfrei zur Verfügung stellt.
Darüber hinaus informieren eigene Studien und Gutachten, die im Auftrag oder mithilfe der FFA entstanden sind, regelmäßig über das Zuschauerverhalten in den Kinos sowie über Strukturen und Perspektiven des Filmgeschäfts.

### Allgemeine Förderungsbedingungen
Die Filmförderung ist auch noch mit folgenden Bedingungen verbunden:
- Von der FFA geförderte Filme müssen bestimmte Sperrfristen einhalten. Sie dürfen erst 6 Monate nach der Kinopremiere als Video oder DVD veröffentlicht werden. Eine Sendung im Pay-TV ist nach 12 und im Free-TV erst nach 18 Monaten erlaubt (§ 53 Abs. 2 FFG).
- Die Hersteller eines geförderten Films müssen der Bundesrepublik Deutschland eine technisch einwandfreie Kopie im Originalformat zum Zwecke der Archivierung überlassen (§ 49 FFG).
- Seit Mai 2013 ist Bedingung für eine Förderung auch die Herstellung einer barrierefreien Endfassung, also einer Kopie mit deutscher Audiodeskription und Untertiteln für Sehbehinderte und Hörgeschädigte (§ 47 FFG).
- Filme dürfen nicht gefördert werden, wenn sie oder der Referenzfilm gegen die Verfassung oder gegen die Gesetze verstoßen oder das sittliche oder religiöse Gefühl verletzen. Das gilt auch für Filme, die von geringer Qualität sind oder die sexuelle Vorgänge oder Brutalitäten in aufdringlich vergröbernder spekulativer Form darstellen (Minderqualitätsklausel, § 46 FFG).

## Organe und Gremien
Die Organe der Filmförderungsanstalt sind der Vorstand, das Präsidium und der Verwaltungsrat (§ 5 FFG).
Der Vorstand führt die Geschäfte der Filmförderungsanstalt und vertritt sie nach außen (§ 16 FFG).
Die bisherigen Vorstände waren:
- Roland A. Caspary (mit Einrichtung der FFA 1968 bis 1995)[2][3]
- Robert Backheuer[4]
- Karl Guhlke (1995 bis 1998)
- Rolf Bähr (1998 bis 2004)

Seit dem 1. April 2004 ist Peter Dinges Vorstand, seine Stellvertreter sind Jolinde Sawahn und Martin Michaelis.
Das Präsidium kontrolliert die Arbeit des Vorstandes. Den Vorsitz des Präsidiums hat der Vorsitzende des Verwaltungsrates inne (§ 12 Abs. 2 FFG).
Der Verwaltungsrat beschließt über alle grundsätzlichen Fragen und verabschiedet den Haushalt der FFA (§ 8 FFG). Die Mitglieder des Verwaltungsrates sind an Aufträge und Weisungen nicht gebunden. Ihm gehören 36 Mitglieder an (§ 6 FFG).
Am 12. Februar 2014 wurde Bernd Neumann auf der konstituierenden Sitzung zum neuen Vorsitzenden des Verwaltungsrats gewählt. Damit ist er zugleich Vorsitzender des FFA-Präsidiums (Nachfolger von Eberhard Junkersdorf). Zur Stellvertreterin Neumanns wählte der Verwaltungsrat die MDR-Intendantin Karola Wille.
Die vom Bundestag ernannten Mitglieder des Verwaltungsrates sind gegenwärtig:
- Michelle Müntefering, SPD
- Marco Wanderwitz, CDU
- Michael Sacher, Bündnis 90/Die Grünen

Nach § 20 des Filmförderungsgesetzes sind drei ständige Kommissionen einrichtet:
- die Kommission für Produktions- und Drehbuchförderung,
- die Kommission für Verleih-, Vertriebs- und Videoförderung und
- die Kommission für Kinoförderung.

Ihre Zusammensetzung und Aufgaben ergeben sich aus den §§ 21 bis 31 FFG. Bis 2017 bestand lediglich die Vergabekommission als einzige gesetzliche Kommission der Filmförderungsanstalt (§ 7 FFG). Sie entschied insbesondere über Anträge auf Projektfilmförderung und über sonstige Förderungen. Ihr gehörten insgesamt 13 Mitglieder an, die von den Verbänden der Filmschaffenden, der Rundfunkanstalten sowie von Bundestag und Bundesregierung ernannt werden (§§ 8 und 9 FFG). Vorsitzende der Vergabekommission war der Vorstand der FFA. Die Vergabekommission hatte mehrere Unterkommissionen eingerichtet.

## Geschichte der Filmförderungsanstalt

### Gründung und erste Jahre
Als Reaktion auf die Krise der deutschen Filmindustrie seit Beginn der 60er Jahre gab es seitens des Bundestages und der Bundesregierung Überlegungen, die deutsche Filmproduktion zu subventionieren. Aber erst am 1. Dezember 1967 verabschiedete der Bundestag das Filmförderungsgesetz (FFG), das u. a. die Einrichtung der Filmförderungsanstalt (FFA) vorsah, die am 6. März 1968 tatsächlich gegründet wurde. Zunächst sah das FFG nur eine Referenzfilmförderung vor. Die FFA sollte auch die TV-Rechte aller geförderten Filme für je 100.000 DM aufkaufen und sie an die Sender zum gleichen Betrag wieder verkaufen. Damals kostete die Lizenz für die Ausstrahlung eines Spielfilmes aber höchstens 60.000 DM, in den allermeisten Fällen nicht mehr als 40.000 DM. Durch den überhöhten Betrag sollten die Fernsehanstalten die deutsche Filmproduktion unterstützen.
Diese Fassung des FFG nutzte dann auch v. a. den etablierten Filmproduzenten (Altbranche) und die Regelung zu den TV-Rechten ist v. a. nach einer intensiven Lobbyingkampagne der Filmtheaterbesitzer zustande gekommen. Sie wurde insbesondere von den Regisseuren des Neuen Deutschen Films heftigst kritisiert und die FFA boykottiert. Die Regelung in der ersten Version des Filmförderungsgesetzes zu den TV-Rechten machte es für die jungen Regisseure praktisch unmöglich, überhaupt Fördermittel zu erhalten. Denn sie arbeiteten bereits mit Geldern der Fernsehanstalten, die sich dafür in der Regel die TV-Rechte sicherten. Deshalb konnte sie eine Bedingung für die Referenzfilmförderung nicht erfüllen und diese Rechte an die FFA abtreten. Alexander Kluge befürchtete zudem, dass die Minderqualitätsklausel genutzt werden könnte, um die Freiheit der Kunst zu beschränken und Zensur zu üben.
Die Fernsehanstalten kritisierten, dass sie keinen Einfluss auf die mit ihrem Geld produzierten Filme hatten und sie reagierten darauf, indem sie sich weigerten, die von der FFA für die TV-Ausstrahlung angekauften Filmlizenzen zu erwerben. Zu ihrem Misstrauen trug auch bei, dass die Filmtheaterbesitzer die Sender zwingen wollten, nur noch sehr wenig Spielfilme auszustrahlen und insbesondere an Wochenenden auch keine populären Serien mehr zu zeigen (vgl. Blaney 1992, S. 135ff).
Der erste Sitz der Bundesanstalt war im damaligen West-Berliner Eden Haus in der Budapester Straße 41 neben dem Europacenter. Im Jahr 2000 wurde nach Berlin-Mitte umgezogen in den heutigen Sitz in der Großen Präsidentenstraße.

### „Kleine Novelle“ des FFG im Jahr 1971
Am 9. August 1971 verabschiedete der Bundestag einige Änderungen am FFG (sog. Kleine Novelle). Die Filmförderungsanstalt ist danach nicht mehr verpflichtet, die Rechte für die Fernsehausstrahlung zu erwerben.
Außerdem wurde eine Minderqualitätsklausel erweitert und präzisiert. So sind u. a. Filme von der Förderung ausgeschlossen, die sexuelle Vorgänge „in spekulativer Form darstellen.“ Exploitationfilme wie Schulmädchen-Report müssen nicht mehr gefördert werden.
Erstmals können auch Filme als Referenzfilme anerkannt werden, die unter Mitwirkung der Fernsehanstalten entstanden sind, aber nur insgesamt 6 pro Jahr.
Die Frist für die Kinoauswertung wurde auf 5 Jahre festgelegt. Erst danach dürfen die von der FFA geförderten Filme im Fernsehen gezeigt werden. Die Filmförderungsanstalt kann die Sperrzeiten für die Ausstrahlung der Filme im Fernsehen für maximal 15 Filme pro Jahr um weitere fünf Jahre verlängern, „wenn dies im filmwirtschaftlichen Interesse liegt“. Sie kann aber durch den Verwaltungsrat der FFA auf zwei Jahre verkürzt werden, wobei allerdings die Vertreter der Filmindustrie ein Vetorecht haben.
Insgesamt nutzte die Novelle v. a. den mächtigen Filmtheaterbesitzern und den Verleihern. Sie sahen im Fernsehen eine ernsthafte Konkurrenz und versuchten, die Anzahl der im Fernsehen gezeigten Spielfilme möglichst zu verringern. Das war ihnen durch die Bestimmungen zur Kinoauswertung zumindest im Bezug auf die von der FFA geförderten Filme gelungen. Im Gegensatz dazu wurden die Interessen der eng mit den Fernsehanstalten verbundenen Regisseure des Neuen Deutschen Films nach wie vor nur unzureichend berücksichtigt.

### „Große Novelle“ des FFG im Jahr 1973 und das Film-Fernseh-Abkommen
Am 13. Dezember 1973 verabschiedete der Bundestag eine weitere Änderung des Filmförderungsgesetzes. Zusätzlich zur Referenzfilmförderung wurde jetzt auch noch die Projektfilmförderung (s. o.) eingeführt. Jetzt können auch alle Filme, die unter Mitwirkung der Fernsehanstalten entstanden sind, als Referenzfilme anerkannt werden und nicht nur sechs pro Jahr. Im neuen § 14b wird sogar explizit gefordert, dass sich unter den geförderten Filmvorhaben in angemessenem Umfang solche befinden sollen, die auch zur Ausstrahlung im Fernsehen geeignet sind. Die Frist für die Kinoauswertung wurde zudem auf 2 Jahre verkürzt, um die Fernsehanstalten zur Unterstützung von Koproduktionen zu bewegen. Diesbezügliche Vetorechte der Filmverleiher wurden aufgehoben.
Aufgrund des ständigen Besucherrückgangs der Kinos waren die Einnahmen der Anstalt seit ihrer Gründung im Jahr 1967 geringer, als vom Gesetzgeber erwartet. Es bestand die Gefahr, dass sie ihre im Filmförderungsgesetz beschriebenen Aufgaben nicht erfüllen konnte. Deshalb sollten nach dem ursprünglichen Regierungsentwurf jetzt auch die Fernsehanstalten – ähnlich wie die Kinobesitzer – eine Zwangabgabe pro ausgestrahltem Film an die FFA zahlen.
Diese Vorstellung lehnten ARD und ZDF jedoch strikt ab und sagten, dieses Ansinnen sei verfassungswidrig. Sie verwiesen hierbei auf Art. 74 Abs. 11 Grundgesetz; danach habe der Bund nicht das Recht, über Rundfunkangelegenheiten Gesetze zu erlassen, dies sei allein Ländersache. Falls dennoch so ein Gesetz erlassen würde, würden die Fernsehanstalten beim Bundesverfassungsgericht dagegen klagen.
Nach zahlreichen Beratungen auf Konferenzen und in Bundestagsausschüssen zeichnete sich schließlich ein Kompromiss ab, der im Wesentlichen von Alexander Kluge vorgeschlagen wurde, der für die „Arbeitsgemeinschaft der neuen deutschen Spielfilmproduzenten“ sprach.
Danach sollen sich die Fernsehanstalten an der Spielfilmproduktion weitaus intensiver beteiligen, als dies bisher der Fall war. Allerdings sollte diese Beteiligung nicht die Form einer Filmabgabe annehmen, die durch ein Bundesgesetz festgeschrieben wird, sondern sie sollte in einem Vertrag zwischen den Fernsehanstalten und der FFA geregelt werden, der festlegt, dass eine bestimmte Geldsumme einem Extrafonds zur Verfügung gestellt wird. Mit diesen Geldern sollen sich die Fernsehanstalten an Koproduktionen für Kinofilme beteiligen, die später auch im Fernsehen ausgestrahlt werden.
Dem stimmten schließlich im Jahr 1974 nach komplizierten Verhandlungen alle Beteiligten zu und am 4. November 1974 wurde das Film- und Fernsehabkommen von den Intendanten der ARD, des ZDF und der FFA unterzeichnet und trat damit in Kraft. Das Film Fernsehabkommen wurde zunächst für den Zeitraum fünf Jahren abgeschlossen. Bisher traten nach dem Auslaufen immer wieder Folgeabkommen in Kraft, die seine Regelungen fortschrieben oder geringfügig modifizierten. Nach dem ersten Abkommen stellten die beiden öffentlich-rechtlichen Fernsehsender ab 1975 zusammen 6,8 Mio. DM pro Jahr für Koproduktionsvorhaben, 1,0 Mio. DM pro Jahr als Zuschuss für Projektförderungsmaßnahmen und 1,08 Mio. DM pro Jahr für sonstige Förderungen zweckgebunden zur Verfügung.
Es wurde eine sog. Achterkommission gebildet, der zu gleichen Teilen Mitglieder der Fernsehanstalten und der FFA angehörten. Ihre Aufgabe war es jedoch nur, festzustellen, ob die formalen Voraussetzungen der Anerkennung eins Filmvorhabens als Gemeinschaftsproduktion vorliegen.
Die Veränderungen des FFG und das Film-Fernsehabkommen nutzten v. a. den Regisseuren des Neuen Deutschen Films. Sie konnten jetzt ihre Filme weitaus häufiger und leichter auch in den Kinos zeigen. Diese Distributionskanäle waren ihnen bisher weitgehend verschlossen geblieben, denn ihnen war eine Kinoauswertung von 24 Monaten garantiert. Bisher hatten die Fernsehanstalten häufig eine TV-Premiere der mit ihren Geldern finanzierten Filme verlangt. Solche Filme wollten die Verleiher nicht mehr in ihren Kinos zeigen. Sie befürchteten, dass das Kino sich langsam zum Nachspieler von Fernsehausstrahlungen entwickelt.
Zudem hatten die Regisseure des Neuen Deutschen Films jetzt mehr Geld für ihre Projekte zur Verfügung. In den ersten Jahren nach Unterzeichnung des FFA arbeiteten die Fernsehanstalten bevorzugt mit ihnen zusammen. Denn sie kannten sich schon aus einer längeren Zusammenarbeit. Außerdem stimmten die Vorstellungen der Fernsehanstalten darüber, wie Idealerweise ein Film auszusehen habe, weitgehend mit ihnen überein. Sie konnten aufgrund ihrer inhaltlichen Vorstellungen Filme produzieren, die „wirklich für beide Medien in Frage kommen“ (Heinz Ungureit).
Auch die Fernsehanstalten konnten sich durchsetzen und eine Zwangsabgabe, die in ihre Programmhoheit eingegriffen hätte, vermeiden. Verlierer waren v. a. die traditionellen Filmproduzenten („Altbranche“), deren Bedeutung aber durch den massiven Rückgang der Kinobesucher in den 60er und 70er Jahren nicht mehr so groß war wie früher.
Das wurde auch in der Bundestagsdebatte zur FFG-Novelle so gesehen. Peter Glotz, der medienpolitische Sprecher der SPD sagte, mit diesem Gesetz werde erstmals das „Kartell der etablierten Filmindustrie und rechter Gesellschaftspolitik aufgebrochen.“

### Weitere Entwicklung
Das Filmförderungsgesetz wurde zwar in den Jahren nach 1974 noch mehrfach geändert, aber die grundlegende Struktur der Filmförderung blieb bis heute erhalten. In den Jahren nach 1974 wurden immer wieder Film-Fernsehabkommen abgeschlossen. Die folgende Tabelle zeigt die Geldzuweisungen der öffentlich-rechtlichen Fernsehsender an die FFA:
| Abkommenszeitraum                                                                 | Gesamtvolumen der Zahlungen pro Jahr in Mio. | Gemeinschaftsproduktionen in Mio. | Projektförderung in Mio. | sonstige Zuweisung in Mio. |
| 1. Abkommen 5 Jahre 1974–1978                                                     | 8,8 Mio. DM                                  | 6,8 Mio. DM                       | 1,0 Mio. DM              | 1,08 Mio. DM               |
| 2. Abkommen 5 Jahre 1979–1983                                                     | 15,8 Mio. DM                                 | 10,8 Mio. DM                      | 3,0 Mio. DM              | 2,0 Mio. DM                |
| 3. Abkommen 3 Jahre 1984–1986                                                     | 17,0 Mio. DM                                 | 12,0 Mio. DM                      | 3,0 Mio. DM              | 2,0 Mio. DM                |
| 4. Abkommen 3 Jahre 1987–1989                                                     | 21,0 Mio. DM                                 | 12,0 Mio. DM                      | 6,5 Mio. DM              | 2,5 Mio. DM                |
| 5. Abkommen 3 Jahre 1990–1992                                                     | 23,0 Mio. DM                                 | 13,25 Mio. DM                     | 7,5 Mio. DM              | 2,25 Mio. DM               |
| 6. Abkommen 3 Jahre 1993–1995                                                     | 25,25 Mio. DM                                | 13,25 Mio. DM                     | 11,0 Mio. DM             | 1,0 Mio. DM                |
| 7. Abkommen 3 Jahre 1996–1998                                                     | 13,33 Mio. DM                                | 7,33 Mio. DM                      | 6,0 Mio. DM              | 0,0 Mio. DM                |
| 7. Abkommen angepasst durch Änderungsvereinbarung vom März 1998 5 Jahre 1999–2003 | 20,0 Mio. DM                                 | 9,0 Mio. DM                       | 11,0 Mio. DM             | 0,0 Mio. DM                |
| 8. Abkommen 5 Jahre 2004–2008                                                     | 15,6 Mio. Euro                               | 4,6 Mio. Euro                     | 11,0 Mio. Euro           | 0,0 Mio. Euro              |

Interessant ist an diesen Zahlen u. a. die Verschiebung der Förderungsbereiche: Wurde in den ersten Abkommen der weitaus überwiegende Teil der Gelder für Koproduktionen verwendet, an denen die Fernsehsender direkt beteiligt waren, so nahm der Anteil der Zuschüsse für Projektförderung spätestens seit dem 4. Film Fernsehabkommen stark zu. Seit dem 7. Abkommen ist dieser Posten sogar erstmals größer als die Gelder für Koproduktionen. Hierin zeigt sich eine zunehmend reibungsloser verlaufende Zusammenarbeit zwischen den Partnern Film und Fernsehen. Jetzt befürchten die öffentlich-rechtlichen Sender weniger, von den Filmproduzenten mit Filmen versorgt zu werden, die für die TV-Ausstrahlung ungeeignet sind.
Die Privatsender zahlten an die FFA folgenden Beträge:
| Abkommenszeitraum             | Gesamtvolumen der Zahlungen pro Jahr in Mio. |
| 1. Abkommen 4 Jahre 1989–1992 | 4,5 Mio. DM                                  |
| 2. Abkommen 2 Jahre 1994–1995 | 10,5 Mio. DM                                 |
| 3. Abkommen 3 Jahre 1996–1998 | 2,1 Mio. DM                                  |
| 4. Abkommen 5 Jahre 1999–2003 | 11,0 Mio. DM                                 |
| 5. Abkommen 5 Jahre 2004–2008 | 12,01 Mio. Euro                              |

Die geringen Zahlungen der Jahre von 1989 bis 1992 sind auf die damals noch relativ ungefestigte Position der Privaten am deutschen Fernsehmarkt zurückzuführen. Im Rahmen einer Novellierung des Film-Förderungsgesetzes im Jahr 1992 verabschiedete der Deutsche Bundestag eine Entschließung, in der er der Erwartung Ausdruck gab, dass die privaten Fernsehunternehmen ein Film/Fernsehabkommen mit der Filmwirtschaft abschließen und sich dabei zu einem direkten Beitrag an die FFA in Höhe von mindestens 10 Mio. DM 1993 und 1994 und von mindestens 12 Mio. DM jährlich ab 1995 verpflichten.
Die hierauf folgenden Verhandlungen zwischen den privaten Fernsehsendern und der FFA wurden erst am 22. November 1994 abgeschlossen. Infolge dieses für die Dauer von zwei Jahren geschlossenen Abkommens wurden in den Jahren 1994 und 1995 Zahlungen in Höhe von 10,5 Mio. DM/Jahr geleistet.
Ein neues Abkommen kam erst nach politischen Spitzengesprächen zwischen dem Bundeswirtschaftsminister und Vertretern der privaten Sendeunternehmen zustande. Dabei konnten diese erhebliche Zahlungsreduktionen durchsetzen, so dass sie in den Jahren von 1996 bis 1998 nur noch 2,1 Mio. DM/Jahr zahlen mussten. Nach der Bundestagsresolution von 1992 hätten die privaten Fernsehsender in den Jahren von 1993 bis 1998 insgesamt 68 Mio. DM an die FFA zahlen müssen. Real gezahlt wurden aber nur 27,3 Mio. DM. Die Differenz beträgt also 40,7 Mio. DM.
Erst seit dem Jahr 1999 zahlen die privaten Fernsehsender im Rahmen eines neuen Abkommens, das bis zum Jahr 2003 gültig ist, 11 Mio. DM jährlich. Die gestiegene Zahlungsbereitschaft der Privatsender liegt wohl auch daran, dass sie jetzt selbst ein Interesse daran haben, „hochwertige“ (von der Ausstattung her) Spielfilme zu produzieren. Denn die Lizenzkosten für die Ausstrahlung von amerikanischen Filmen und Serien sind in den 90er Jahren explodiert, während gleichzeitig die einheimischen Produktionen beim Publikum immer beliebter wurden.
Die von den Privatsendern bereitgestellten Mittel werden zum großen Teil für die Projektfilmförderung und die Bereitstellung von Werbezeit verwendet.
Mit der erneuten Änderung des Filmförderungsgesetzes im Jahr 2003 wurde der Etat von 46,2 Mio. auf gegenwärtig 76 Mio. Euro erhöht. Die Filmabgabe wurde angehoben und auch die Fernsehanstalten verdoppelten ihre Zuwendungen. Der Hauptverband Deutscher Filmtheater (HDF) hat gegen das neue Filmförderungsgesetz vor dem Bundesverfassungsgericht geklagt. Seine Mitglieder zahlen die Abgabe nur unter Vorbehalt. Deswegen darf die FFA die zusätzlich eingenommenen Gelder nicht ausgeben. Das erklärt die gegenwärtig hohe Diskrepanz zwischen ihrem Etat und den Förderungen.

### Urteil des Bundesverfassungsgerichts 2014
Die Kinokette United Cinemas International klagte 2004 gegen die Filmabgabe. Da laut UCI die Filmförderungsanstalt in erster Linie Filme fördert, die kein kommerzielles Potenzial haben, die UCI aber vor allem US-amerikanische Filme im Programm hat, will das Unternehmen keine Abgaben mehr an die Filmförderungsanstalt leisten. Die Filmabgabe der Kinos sei unverhältnismäßig zu den Abgaben der Programmanbieter und Fernsehanstalten. Die Kinobetreiber klagten jedoch nicht nur gegen den Abgabenmodus als solchen, sondern stellten in Frage, ob diese Abgabe überhaupt erhoben werden darf. Das hängt davon ab, ob es sich bei der Filmförderung des Bundes um Kultur- oder um Wirtschaftsförderung handelt. Denn Kulturpolitik ist nach dem Grundgesetz „Sache der Länder“ und gehöre nicht zu den Aufgaben einer Bundesinstitution wie der Filmförderungsanstalt. Nachdem die Klage in zwei Instanzen abgewiesen wurde, entschied das Bundesverfassungsgericht am 28. Januar 2014 zu Gunsten der FFA. Die Filmabgabe ist verfassungsgemäß.

## Kritik
Die Bundesanstalt wird von unterschiedlichen Seiten kritisiert:
- Wissensallmende- und Menschenrechtsgruppen kritisierten, dass die FFA in den letzten Jahren die privatrechtliche Gesellschaft zur Verfolgung von Urheberrechtsverletzungen (GVU) unterstützt hat. Sie ist durch zweifelhafte Ermittlungsverfahren aufgefallen und wird beschuldigt, als Agent Provokateur gehandelt zu haben.[15]
- Im Rahmen der Verhandlungen zum WTO-Dienstleistungsabkommen GATS stellten die USA seit 1995 mehrfach die europäischen Filmsubventionen in Frage und behaupteten, ihre eigene Filmindustrie sei durch diese Subventionen ernsthaft gefährdet, obwohl sie auch den europäischen Markt dominiert. Bisher konnten die europäischen Staaten und insbesondere Frankreich aber ein allgemeines Subventionsverbot verhindern.
- Im Jahr 2000 hat die EU-Kommission einen Vorstoß unternommen, die Filmsubventionen auf 50 % der Produktionskosten zu begrenzen. Nach einem Protest von Frankreich wurde dieser Plan aber zunächst nicht weiterverfolgt.